# Bruno I van Verona
Bruno I van Verona, bijgenaamd Brunone of de Duitser (Heilige Roomse Rijk, 11e eeuw – 15 februari 1076), was bisschop van Verona (1072-1076) in de middeleeuwen. Het bisdom Verona was gelegen in het markgraafschap Verona, dat zelf een deel was van het Heilige Roomse Rijk. Bruno was bisschop op een moment dat de Investituurstrijd hoog oplaaide tussen paus Gregorius VII en keizer Hendrik IV. Bisschop Bruno koos de zijde van de keizer.

## Levensloop

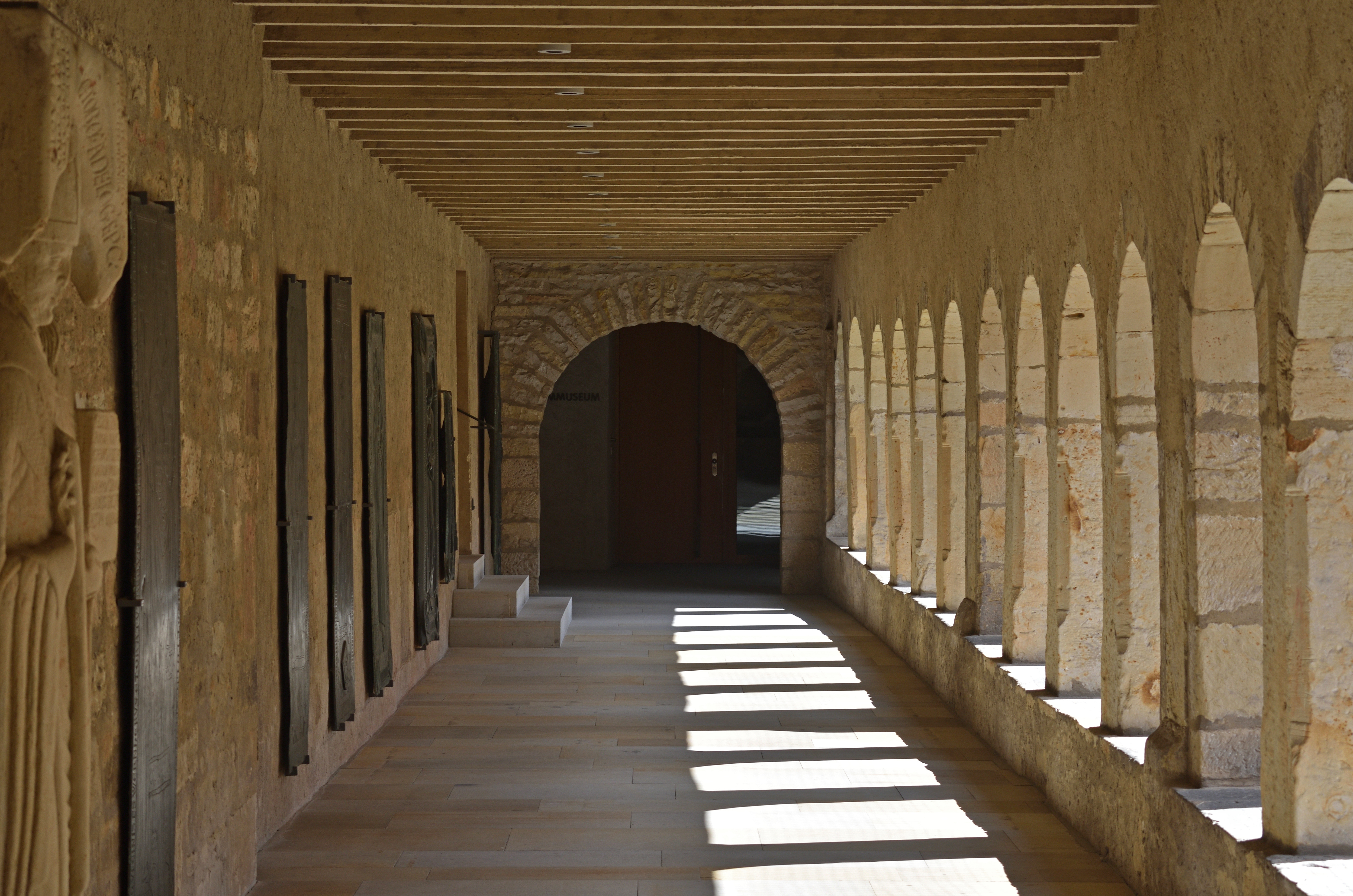
Kloostergang van de Dom van Hildesheim, waar Bruno zijn kerkelijke carrière begon

Bruno was kanunnik in de dom van Hildesheim in Nedersaksen. Hij was er lesgever in de kathedraalschool. 
In 1072 stuurde keizer Hendrik IV hem naar Verona zonder een bisschopsbenoeming van de paus af te wachten, na het overlijden van bisschop Usuardo. In 1073 schreef paus Gregorius VII vanuit zijn verblijfplaats in Capua een brief naar Bruno. Hierin vroeg de paus aan Bruno naar Rome te reizen om daar de bisschopswijding uit pauselijke handen te ontvangen. Er bestaan geen bronnen die aangeven dat bisschop Bruno hierop is ingegaan. Wel is bekend dat bisschop Bruno de zijde koos van keizer Hendrik IV, zijn beschermheer. 
In januari 1076 was Bruno de enige Italiaanse bisschop aanwezig op de Rijkssynode van Worms, die het gezag van paus Gregorius VII publiek afwees. Een maand later, in februari 1076, werd bisschop Bruno vermoord door zijn eigen kapelaan. Nadien bleef de bisschopstroon vier jaar leeg, tot het jaar 1080 waarin Sigebodo bisschop van Verona werd.